# サル・ミネオ
“サル”サルヴァトーレ・ミネオ・ジュニア（Salvatore "Sal" Mineo Jr., 1939年1月10日 - 1976年2月12日）は、アメリカ合衆国出身の俳優である。1955年の映画『理由なき反抗』のプレイトウ役で知られていて、『理由なき反抗』と『栄光への脱出』の2作品で、アカデミー助演男優賞に2度ノミネートされている。

## 経歴

### 初期のキャリア
サル・ミネオはブロンクスで生まれた。両親は棺メーカーであり、父はイタリアのシチリア島から移住してきたサルヴァトーレ・ミネオ・シニアで、母はイタリア系であるがアメリカ合衆国生まれのジョセフィーンである。母は早くからミネオに演技とダンスの学校で学ばせていた
。ミネオが最初にステージに登場したのは1951年で、テネシー・ウィリアムズの『バラの刺青』のサルヴァトーレ役であった。そして次は、ユル・ブリンナーが出演するミュージカル作品、『王様と私』でのチュラロンコーン王子としての出演であった。ユル・ブリンナーは、ミネオの俳優としてのキャリア向上への助力者となった。
ミネオは8歳でストリート・ギャングに加わっていて、10歳のときに強盗の容疑で逮捕されたことがあった。判事は両親に、ミネオが少年院に入るか、アカデミーでダンスや歌の授業を続けさせるかとの提案をして、一家はアカデミーでの授業の継続を選択した。
ミネオがテーンエイジャーのころに、ABCで放映していた、音楽クイズ番組『Jukebox Jury』の1953年-1954年シーズンに出演した。また、1955年にジョセフ・ペヴニー監督の『六つの橋を渡る男』で映画でのデビューをする前にも、いくつかのTV出演をしていた。この『六つの橋を渡る男』での役は、クリント・イーストウッドとオーディションで競ったものだった。またミネオは、チャールトン・ヘストンが出演した1955年の映画『ベンソン少佐の個人的な戦争』に、オーディションを受けたうえでシルヴェスター役で出演した。

### 『理由なき反抗』以降のキャリア
ミネオは、1955年のジェームズ・ディーンがジム・スターク役で出演した映画、『理由なき反抗』で、繊細なプレイトウの役を演じてブレイクした。ミネオの演技は、アカデミー助演男優賞にノミネートされて、人気が急速に高まっていった。ミネオの伝記の著者ポール・ジェファーズは、「若い女性のファン達から何千ものファン・レターを送られて、公に姿を現した時には彼女達に取り巻かれた」そして、「ハリウッドとニュー・ヨークで、常に美人とデートしていた」と述べている。
1956年の映画『ジャイアンツ』でミネオは、第2次世界大戦で亡くなったメキシコの少年、アンヘル2世の役を演じた。しかし、その後の役のほとんどは『理由なき反抗』で演じたプレイトウ役のヴァリエーションで、トラブルを抱えたティーンのタイプキャストであった。1958年のディズニー映画『最後の一人まで』では、ミネオはホワイト・ブルの役で登場し、トンカという名前のスー族の一員を演じた。
ダグラス・ブロードは著書、『Multiculturalism and the Mouse: Race and Sex in Disney Entertainment』の中で、「ミネオは、ホワイト・ブルの役で、再びホモセクシャルの背後の意味に形を与えた」と記述している。ミネオは1950年代の終わりには、時には、映画『暴力の季節』からの名前、"Switchblade Kid"で呼ばれたメジャーな有名人であった。
1957年に、ミネオは、少しのシングルとアルバムでポップ・ミュージックの世界に容易に進出した。2曲のシングルは、Billboard Hot 100のTop 40に入り、"Start Movin'(In My Direction)"は最高位9まで上昇し、100万枚を超えた売り上げでゴールド・ディスクに認定された。また1958年のドン・ウェイス監督による映画『ジーン・クルーパ物語』には、スーザン・コーナー、ジェ-ムズ・ダーレン、そしてスーザン・オリヴァーと共にジーン・クルーパ役で出演した。1957年のクイズ番組『What's My Line?』にドラムスが趣味であるとして、チャレンジャーへの特別ゲストとして登場した。
ミネオはタイプキャストから抜け出そうとして努力した。確かな演技とエキゾチックで整った容貌で、『最後の一人まで』でのネイティブ・アメリカンの少年、『ジャイアンツ』でのメキシコの少年、再びアカデミー助演男優賞にノミネートされたオットー・プレミンジャー監督の1960年の映画『栄光への脱出』で、ホロコーストを生き延びたユダヤ人少年に配役されていて、それぞれの役を演じていた。この『栄光への脱出』でのドヴ・ランダウ役ではゴールデン・グローブ賞助演男優賞を受賞した。

### キャリアの低迷
1960年代初頭には、ミネオは、今までに有名になっていたタイプの役柄を演じるには、年齢が上であったし、同性愛者であるという噂は、主役には適切ではないとみなされていた。一例としては、デイヴィッド・リーン監督の1962年の映画『アラビアのロレンス』のオーデションを受けたが、採用されなかった。またミネオは1962年の映画『史上最大の作戦』に、サン・メール・エグリーゼ上陸後にドイツ兵に殺された一等兵の役で出演した。
ミネオは突然の人気の低迷に悩まされていて、「1分の間に、自分の手に余るオファーが来たと思えたものだったが、次の瞬間には、もう誰も自分を望んでいなかった」と後に語っている。この時期に重要だった映画は、1962年の『偉大な生涯の物語』のユーライア役での出演だった。また、1965年『パティ・デューク・ショー』の2シーズンでドン・ウェイス監督の"Patty Meets a Celebrity"のエピソードでセレブとしてのTV出演が行われた。
ミネオのキャリアを復活させるために、フランシス・フォード・コッポラの家の前の芝生にキャンプをしようという話があった。実際に1972年のゴッドファーザーでフレド・コルレオーネの役を得るチャンスがあったが、その役はジョン・カザールが演じることになった。ミネオは、1964年から、ABCのTVシリーズ『コンバット!』のエピソードに登場した。殺人を好むGIの役と、フェルナンド・ラマスとの共演を含めて、全3話にゲスト出演していた。
1965年の映画『Who Killed Teddy Bear?』で、ミネオはジュリエット・プラウズと共演した。ミネオはストーカー役を演じ、批評家から高く評価された。ミネオはこの役で、自らの新しいタイプキャストを見つけた。彼のキャリアの最後の1つはチャールズ・マンソンと同様のカルト・リーダーを演ずる、1975年のTVシリーズ『特別狙撃隊S.W.A.T.』でのゲスト出演だった。
1969年にミネオはL.A.で、LGBTがテーマの演劇『Fortune and Men's Eyes』のプロデュースと演出をするためにステージに戻った。当時は無名だったドン・ジョンソンをスミッティに起用してミネオはロッキーを演じた。この劇は、1967年の初演では、ステージ上で演じられることのなかった刑務所でのレイプ・シーンを、ステージ上で演じられるヌードを含んだ演出に変更したため、おおむね肯定的な評価を受けたが、レイプ・シーンは度が過ぎていて無意味であると批判された。 
1970年、ミネオはボザール・アーツ・ボールのキングに選ばれ、そのクイーンがマドレーヌ・ル・ルーだったので、2人は一緒に出席した。
ミネオの最後の映画である1971年の『新・猿の惑星』では、チンパンジーのマイロ博士の役で出演した。
1975年、ミネオは、NBC-TVの『刑事コロンボ』のエピソード「ハッサン・サラーの反逆」に、殺害された中東の国の総領事の事件で、その助手であるラックマン・ハビーブとして出演した。このエピソードは、サイレント映画の伝説となっているハロルド・ロイドの遺産であるグリーン・エーカーズですべて撮影された。撮影の直後に、このグリーン・エーカーズは12のロットに細分化されて売却された。ミネオはまた1968年と1975年に、TVシリーズ『ハワイ5-0』の2つのエピソードに出演した。

### 私生活
ミネオは女優のジル・ハワースと『栄光への脱出』で共演した。ミネオとハワースは婚約関係となったが、ミネオがボビー・シャーマンと特別な関係となったことで破局した。それでも2人は、ミネオの死まで変わらない友人関係を保っていた。
ミネオは、ハワースとTVプロデューサーのアーロン・スペリングとの関係に不満を持っていた。ハワースは20歳、スペリングは42歳で、短い間の関係だったが、ある夜ミネオがハワースとスペリングがビヴァリー・ヒルズのナイトクラブに個人的に居合わせたの見つけて、歩いていってスペリングの顔にパンチをあびせたと話している
。
1972年のボーズ・ハドリーとのインタヴューで、ミネオは自身のバイセクシュアルについてハドリーと議論を交わした。ミネオの死までの6年間、俳優のコートニー・バー3世とは特別な関係にあって、生活を共にしていたとのことである。 
マイケル・G・ミショーはミネオの伝記を書いていて、ハワースとの関係とバーとの関係の、大部分の情報を得ることが出来た。彼の伝記では、ミネオはティーン・アイドルだったボビー・シャーマンとは性的関係があったが、ジェームズ・ディーンやドン・ジョンソンと性的な関係はなかったと主張している。ジョンソンとミネオはルームメイトとして友人関係になっていた。またミネオはティーン・アイドルのデイヴィッド・キャシディとも親しい友人同士だった。
ミネオは死後にゲイのアイコンになっている。ミネオ自身がバイセクシュアルであると言っているにもかかわらず、主にLGBTコミュニティ内では、何人かがミネオをホモセクシュアルに位置付けていて、ハワースとは親しい友人であって偽装された関係("his beard")であったと主張している。ミショーはこれを否定して、ミネオとハワースの関係は異性関係であって、ミネオはハワースに恋をして、人生の中で最も重要な人物とみなしていた、と述べている。

### 突然の死
ミネオの俳優としてのキャリアは変化していた。コメディ作品『P.S. Your Cat Is Dead』を1975年にサン・フランシスコで上演して、この作品でミネオが演じたバイセクシャルな強盗ヴィトーの役が好評だった。そこで1976年2月20日から、今度はLAのウエストウッド・プレイハウスでの上演が計画されていて、ミネオは同じ役での出演が予定されていた。
1976年2月12日に、この作品のブロードウェイ公演のキャストであったキア・デュリアとのリハーサルを終え、ウェスト・ハリウッドの自宅アパート裏の駐車場で車から降りたところを、暴漢に刺されて亡くなった。ミネオが叫び声をあげ、犯人が逃げていったため、刺傷は一ヶ所だけであったが、ナイフの刃が心臓に達していたため、それが致命傷となった。
ミネオ自身もゲイだと思われていて、住んでいたウエスト・ハリウッド一帯がゲイ・タウンであったため、そのセクシャリティやドラッグなどの多くの憶測が飛び交い、事件の早急な解決は難しかった。
2年経って、妻の証言を契機としてピザの配達員でアフリカ系のライオネル・レイ・ウィリアムズが、ミネオを殺したとして逮捕された。ウィリアムズはミネオの殺人と、同じ地域での10件の強盗を行っていたとして、1979年3月に57年の懲役刑を宣告された。
ミネオが殺害された夜は暗闇の中だったので、ウィリアムズはミネオが誰であるか全く知らなかったと主張し、目撃者の証言にはかなりの混乱があった。また、ウィリアムズはモート・ハーバートによって弁護されていた。しかし、ミシガン刑務所の受刑者であったウィリアムズは、同性愛者を殺したという仲間の囚人たちに自慢していて、「ウィリアムズは殺傷時には分かっていた」と、後に刑務官は証言した。ウィリアムズは1990年に仮出所したものの、その後も犯罪を起こして、また逮捕されている。
ニュー・ヨークでの葬儀の後、ミネオの遺体はホーソーンにあるゲ－ト・オブ・ヘヴン・セメタリーで、父の墓の隣に埋葬された。

## ディスコグラフィー

### シングル
- "Start Movin' in My Direction" (1957 - Epic Records)
- "Love Affair" (1957 - Epic Records)
- "Lasting Love" (1957 - Epic Records)
- "Party Time" (1957 - Epic Records)
- "Seven Steps to Love" (1958 - Epic Records)
- "Cuttin' In / Little Pigeon" (1958 - Epic Records)
- "Baby Face" (1958 - Epic Records)
- "Make Believe Baby" (1959 - Epic Records)
- "Young as We Are" (1959 - Epic Records)

### アルバム
- "Sal" (1958 - Epic Records)

## 出演作品

### 映画作品
| 公開年 | 題名 原題                                                  | 役名 原表記                                       | 備考                                   |
| ------ | ---------------------------------------------------------- | ------------------------------------------------- | -------------------------------------- |
| 1955   | 六つの橋を渡る男 Six Bridges To Cross                      | ジェリー（少年） Jerry (boy)                      | (Screen début)                         |
| 1955   | ベンソン少佐の個人的な戦争 The Private War of Major Benson | シルヴェスター Cadet Col. Sylvester Dusik         |                                        |
| 1955   | 理由なき反抗 Rebel Without A Cause                         | プレイトウ John "Plato" Crawford                  |                                        |
| 1956   | 暴力の季節 Crime In The Streets                            | ベイビー Angelo "Baby" Gioia, a.k.a. Bambino      |                                        |
| 1956   | 傷だらけの栄光 Somebody Up There Likes Me                  | ロモロ Romolo                                     |                                        |
| 1956   | ジャイアンツ Giant                                         | アンヘル2世 Angel Obregón II                      |                                        |
| 1956   | Rock, Pretty Baby                                          | Angelo Barrato                                    |                                        |
| 1957   | Dino                                                       | Dino Minetta                                      |                                        |
| 1957   | The Young Don't Cry                                        | Leslie "Les" Henderson                            |                                        |
| 1958   | 最後の一人まで Tonka                                       | ホワイト・ブル White Bull                         |                                        |
| 1959   | A Private's Affair                                         | Luigi Maresi                                      |                                        |
| 1959   | ジーン・クルーパ物語 The Gene Krupa Story                  | ジーン・クルーパ Gene Krupa                       |                                        |
| 1960   | 栄光への脱出 Exodus                                        | ドヴ・ランダウ Dov Landau                         | ゴールデン・グローブ賞 助演男優賞 受賞 |
| 1962   | 史上最大の作戦 The Longest Day                             | "マティーニ"一等兵 Pvt. Martini                   |                                        |
| 1962   | ザーレンからの脱出 Escape From Zhrain                      | アハメド Ahmed                                    |                                        |
| 1964   | シャイアン Cheyenne Autumn                                 | レッド・シャツ Red Shirt                          |                                        |
| 1964   | 偉大な生涯の物語 The Greatest Story Ever Told              | ユーライア Uriah                                  |                                        |
| 1965   | Who Killed Teddy Bear?                                     | Lawrence Sherman                                  |                                        |
| 1969   | ジャワの東 Krakatoa, East of Java                          | レオンカヴァッロ・ボルゲーゼ Leoncavallo Borghese |                                        |
| 1969   | 80歩大行進 80 Steps to Jonah                               | ジェリー Jerry Taggart                            |                                        |
| 1971   | 新・猿の惑星 Escape from the Planet of the Apes            | マイロ博士 Dr. Milo                               |                                        |

### TV作品
| 放映年 | 題名 原題                                      | 役名 原表記                                    | 備考                                                                |
| ------ | ---------------------------------------------- | ---------------------------------------------- | ------------------------------------------------------------------- |
| 1952   | The Vision of Father Flanagan                  | Les                                            | TV Movie                                                            |
| 1952   | A Woman For The Ages                           | Charles                                        | TV Movie                                                            |
| 1953   | Omnibus                                        | Paco                                           | "The Capitol of the World"                                          |
| 1954   | Janet Dean, Registered Nurse                   | Tommy Angelo                                   | "The Magic Horn"                                                    |
| 1955   | Big Town                                       |                                                | "Juvenile Gangs"                                                    |
| 1955   | Omnibus                                        |                                                | "The Bad Men"                                                       |
| 1955   | The Philco Television Playhouse                |                                                | "The Trees"                                                         |
| 1955   | Frontiers of Faith                             |                                                | "The Man on the 6:02"                                               |
| 1956   | Look Up and Live                               |                                                | "Nothing to Do"                                                     |
| 1956   | The Alcoa Hour                                 | Paco                                           | "The Capitol of the World", "The Magic Horn"                        |
| 1956   | Westinghouse Studio One                        |                                                | "Dino"                                                              |
| 1956   | Look Up and Live                               |                                                | "Nothing to Do"                                                     |
| 1956   | Lux Video Theatre                              |                                                | "Tabloid"                                                           |
| 1956   | Screen Directors Playhouse                     |                                                | "The Dream"                                                         |
| 1956   | Climax!                                        | Miguel                                         | "Island in the City"                                                |
| 1957   | エド・サリヴァン・ショー The Ed Sullivan Show  | ミネオ本人 Himself                             | Episodes 10.42, 10.48                                               |
| 1957   | Kraft Suspense Theatre                         | Tony Russo                                     | "Barefoot Soldier", "Drummer Man"                                   |
| 1957   | Kraft Music Hall                               | Himself                                        | Episode 10.8                                                        |
| 1958   | The DuPont Show of the Month                   | Aladdin                                        | "Cole Porter's Aladdin"                                             |
| 1958   | Pursuit                                        | Jose Garcia                                    | "The Garcia Story"                                                  |
| 1959   | The Ann Sothern Show                           | Nicky Silvero                                  | "The Sal Mineo Story"                                               |
| 1962   | The DuPont Show of the Week                    | Coke                                           | "A Sound of Hunting"                                                |
| 1963   | The Greatest Show on Earth                     | Billy Archer                                   | "The Loser"                                                         |
| 1964   | Kraft Suspense Theatre                         | Ernie                                          | "The World I Want"                                                  |
| 1964   | Dr. Kildare                                    | Carlos Mendoza                                 | "Tomorrow is a Fickle Girl"                                         |
| 1964   | コンバット! Combat!                            | コーガン二等兵 Private Kogan                   | 第66話「軍曹が死んだ」 Season 3 Epidode 6 "The Hard Way Back"       |
| 1965   | パティ・デューク・ショー The Patty Duke Show   | ミネオ本人 Himself                             | "Patty Meets a Celebrity"                                           |
| 1965   | バークにまかせろ Burke's Law                   | リュー・ディクソン Lew Dixon                   | "Who Killed the Rabbit's Husband?"                                  |
| 1966   | コンバット! Combat!                            | ヴィニック Vinnick                             | 第118話「謎の兵隊」 Season 4 Episode 21 "Nothing to Lose"           |
| 1966   | コンバット! Combat!                            | マーセル Marcel Paulon                         | 第132話「銃口の前で」 Season 5 Episode 4 "The Brothers"             |
| 1966   | Mona McCluskey                                 |                                                | "The General Swings at Dawn"                                        |
| 1966   | Run for Your Life                              | Tonio                                          | "Sequestro!: Parts 1 and 2"                                         |
| 1966   | Court Martial                                  | Lt. Tony Bianchi                               | "The House Where He Lived"                                          |
| 1966   | 西部の一匹狼 The Dangerous Days of Kiowa Jones | ボビー・ジャック・ウィルクス Bobby Jack Wilkes | TV Movie                                                            |
| 1967   | Bob Hope Presents the Chrysler Theatre         | Doctoroff                                      | "A Song Called Revenge"                                             |
| 1967   | 太陽の流れ者 Stranger on the Run               | ジョージ・ブレイロック George Blaylock         | TV Movie                                                            |
| 1968   | ハワイ5-0 Hawaii Five-O                        | ボビー・ジョージ Bobby George                  | "Tiger By The Tail"                                                 |
| 1969   | The Name Of The Game                           | Sheldon                                        | "A Hard Case Of The Blues"                                          |
| 1970   | スパイ大作戦 Mission Impossible                | メル・ブラッケン Mel Bracken                   | Flip Side                                                           |
| 1970   | チャレンジャー The Challengers                 | Angel de Angelo                                | TV Movie                                                            |
| 1970   | The Name of the Game                           | Wade Hillary                                   | "So Long, Baby, and Amen"                                           |
| 1971   | My Three Sons                                  | Jim Bell                                       | "The Liberty Bell"                                                  |
| 1971   | The Immortal                                   | Tsinnajinni                                    | "Sanctuary"                                                         |
| 1971   | Dan August                                     | Mort Downes                                    | "The Worst Crime"                                                   |
| 1971   | In Search of America                           | Nick                                           | TV Movie                                                            |
| 1971   | ジェット機奪回指令 How to Steal an Airplane    | ルイス・オルテガ Luis Ortega                   | TV Movie                                                            |
| 1972   | The Family Rico                                | Nick Rico                                      | TV Movie                                                            |
| 1973   | Griff                                          | President Gamal Zaki                           | "Marked for Murder"                                                 |
| 1973   | 追跡者 Harry O                                 | ウォルター・シェーラー Walter Scheerer         | "Such Dust as Dreams Are Made On"                                   |
| 1974   | Tenafly                                        | Jerry Farmer                                   | "Man Running"                                                       |
| 1974   | Police Story                                   | Stippy                                         | "The Hunters"                                                       |
| 1975   | 刑事コロンボ Columbo                           | ラフマーン・ハビーブ Rachman Habib             | ハッサン・サラーの反逆 "A Case of Immunity"                         |
| 1975   | ハワイ5-0 Hawaii Five-O                        | Eddie                                          | "Hit Gun for Sale"                                                  |
| 1975   | 追跡者 Harry O                                 | ブローカー Broker                              | "Elegy for a Cop"                                                   |
| 1975   | 特別狙撃隊S.W.A.T. SWAT                        | ロイ Roy                                       | 海底の大捜査線／ＳＷＡＴ緊急出動せよ！ "Deadly Tide: Parts 1 and 2" |
| 1975   | 特別狙撃隊S.W.A.T. SWAT                        | ジョーイ・ホッパー Joey Hopper                 | "A Coven of Killers"                                                |
| 1975   | Police Story                                   | Fobbes                                         | "Test of Brotherhood"                                               |
| 1976   | エラリー・クイーン Ellery Queen                | ジェームズ・ダニエロ James Danello             | "The Adventure of the Wary Witness"                                 |
| 1976   | Joe Forrester                                  | Parma                                          | "The Answer", (final television appearance)                         |

### シアター作品
| 上演年      | 題名 原題                  | 役名 原表記                               | 備考                                                                                |
| ----------- | -------------------------- | ----------------------------------------- | ----------------------------------------------------------------------------------- |
| 1951        | バラの刺青 The Rose Tattoo | サルヴァトーレ Salvatore                  | (Salvatore Mineo) Martin Beck Theatre                                               |
| 1951 - 1954 | 王様と私 The King and I    | チュラロンコーン王子 Prince Chulalongkorn | Replacement (Sal Mineo) Replacement/Understudy (Salvatore Mineo) St. James Theatre, |
| 1951        | Dinosaur Wharf             | Boy                                       | (Salvatore Mineo) National Theatre                                                  |
| 1954        | サロメ Salome              | エロディアスの侍童 The Page of Herodias   | (Sung in English) NBC Opera Theatre                                                 |
| 1962        | Something About a Soldier  | Jacob                                     | Ambassador Theatre                                                                  |
| 1969        | Fortune and Men's Eyes     | Rocky                                     | Directed by Sal Mineo Coronet Theatre (Los Angeles)                                 |
| 1969        | Fortune and Men's Eyes     | -                                         | Directed by Sal Mineo Stage 73 (New York)                                           |
| 1972        | 霊媒 The Medium            | トビー Toby                               | Detroit Opera House                                                                 |
| 1973        | The Children's Mass        | -                                         | Produced and Directed by Sal Mineo Lucille Lortel Theatre                           |
| 1975        | P.S. Your Cat Is Dead      | Vito (bisexual burglar)                   | The Montgomery Playhouse (San Francisco)                                            |

### その他
- ドキュメンタリー『ジェームズ・ディーンのすべて/青春よ永遠に』 (James Dean: The First American Teenager) 1976年
- 映画『Sal』 2011年

## アート
ミネオはハロルド・スティーヴンソンの1963年の作品『The New Adam』のモデルであった。 この絵は現在、グッゲンハイム美術館のパーマネント・コレクションになっていて、アメリカの偉大なヌードの芸術と認識されている。

## オペラ
ミネオのキャリアにはオペラに関った作品が含まれていた。
1954年5月8日、カーク・ブローニング製作、ピーター・ハーマン・アドラーの指揮によるNBC Opera Theatreでのリヒャルト・シュトラウス作曲の『サロメ』の上演で、エロディアスの侍童（メゾ・ソプラノのキャロル・ジョーンズの声による）を演じた。この作品は英語による歌唱で、エレーヌ・マルビンがタイトル・ロールのサロメ役であった。 
1972年12月、ミネオはジャン＝カルロ・メノッティの『霊媒』の、デトロイトでの上演で演出を行った。Muriel Costa-Greensponが霊媒師フローラの役で、ミネオは黙役トビーでの出演も兼ねていた。